# والتر فورست
والتر فورست (بالإنجليزية: Walter Forrest)‏ هو سياسي بريطاني (وحمل سابقاً جنسية المملكة المتحدة لبريطانيا العظمى وأيرلندا)، ولد في يوليو 1869، وتوفي في 18 يوليو 1939. حزبياً، نشط في الحزب الليبرالي. في الانتخابات الفرعية في مجلس العموم البريطاني ‏، انتخب عضو برلمان المملكة المتحدة الـ31 عن دائرة Pontefract (UK Parliament constituency) ‏ (6 سبتمبر 1919 – 26 أكتوبر 1922) وفي الانتخابات العامة في المملكة المتحدة 1924 ‏، انتخب عضو برلمان المملكة المتحدة الـ34 عن دائرة Batley and Morley (UK Parliament constituency) ‏ (29 أكتوبر 1924 – 10 مايو 1929).